# Arctia decolor
Arctia decolor là một loài bướm đêm thuộc phân họ Arctiinae, họ Erebidae.